# Sternycha panamensis
Sternycha panamensis är en skalbaggsart som beskrevs av Martins och Maria Helena M. Galileo 1999. Sternycha panamensis ingår i släktet Sternycha och familjen långhorningar.
Artens utbredningsområde är Panama. Inga underarter finns listade i Catalogue of Life.